# Camera oscura (film 1985)
Camera oscura è un cortometraggio del 1985, diretto dal regista Gianni Amelio.

## Trama
Il tema trattato è una inchiesta sull'ipnosi.

## Produzione
È un documentario televisivo realizzato per il settimanale del TG3 3 Sette. Fu realizzato insieme ad altri cinque: Idalina, Passeggeri e Vocazione nel 1984, 6 Mina e La squadra del lunedì nel 1985. Sempre nel 1985 i sei documentari vennero trasmessi tutti insieme da Rai 3 con il titolo La cinepresa di Gianni Amelio.